# Caix
Caix (picardisch: Tchai) ist eine nordfranzösische Gemeinde mit 699 Einwohnern (Stand 1. Januar 2022) im Département Somme in der Region Hauts-de-France. Die Gemeinde liegt im Arrondissement Péronne, gehört zum Kanton Moreuil und ist Teil der Communauté de communes Terre de Picardie.

## Geographie
Die Gemeinde in der Landschaft Santerre liegt rund 4,5 km westlich von Rosières-en-Santerre an der Kreuzung der Départementsstraßen D28 und D41 einige Kilometer südlich der Autoroute A29 und der Bahnstrecke Amiens-Laon.

## Geschichte

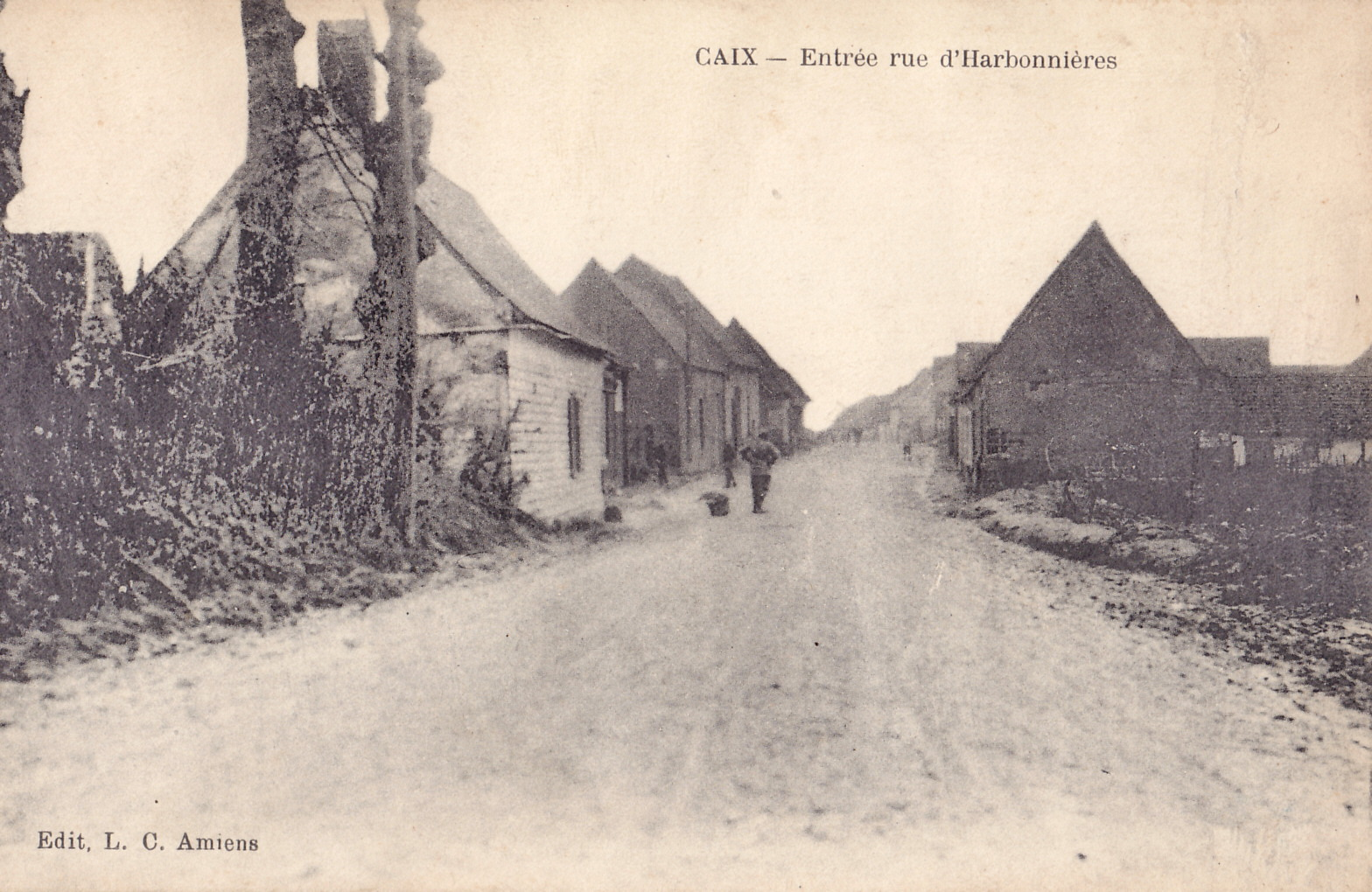
Die Straße nach Harbonnières vor dem Ersten Weltkrieg

In Caix wurden Reste einer gallo-römischen Villa gefunden. Die Gemeinde wird erstmals im Jahr 1131 als Caium genannt. Die von Corbie abhängige Herrschaft kam 1646 an das Marquisat von Feuquières.
Caix wurde mit dem Croix de guerre 1914–1918 ausgezeichnet.

## Einwohner
| 1962 | 1968 | 1975 | 1982 | 1990 | 1999 | 2006 | 2010 |
| ---- | ---- | ---- | ---- | ---- | ---- | ---- | ---- |
| 719  | 722  | 650  | 611  | 621  | 658  | 701  | 732  |

## Verwaltung
Bürgermeister (maire) ist seit 2001 Daniel Mannens.

## Sehenswürdigkeiten
- Die seit 1906 als Monument historique klassifizierte, im 16. Jahrhundert erbaute spätgotische Kirche Sainte-Croix (Base Mérimée PA00116111).
- Mehrere Soldatenfriedhöfe aus dem Ersten Weltkrieg.